# Mudd's Passion
"Mudd's Passion" és el desè episodi de la primera temporada de la sèrie de televisió animada de ciència-ficció estatunidenca Star Trek. Es va emetre per primera vegada a la programació de l'NBC dissabte al matí el 10 de novembre de 1973, i va ser escrit per  Stephen Kandel que havia escrit l'episodi anterior de "Mudd"a la sèrie original "Mudd, primer", així com el teleplay del primer episodi "Mudd" de Gene Roddenberry, "Les dones d'en Mudd".
En aquest episodi, l' Enterprise porta a bord el xarlatà Harry Mudd que distribueix una poció d'amor d'acció ràpida al vaixell. La història compta amb l'actor Roger C. Carmel donant veu a una repetició no acreditada del seu paper d'imatge real com a Harry Mudd.

## Argument
La nau estel·lar Enterprise rep ordres d'arrestar el proscrit a la Federació Harry Mudd, acusat de vendre falsos cristalls d'amor. Interceptant Mudd a la colònia minera de Motherlode, el porten a bord de l' Enterprise. Mudd explica que va escapar de la custòdia del planeta androide robant un vaixell. Mentre estava a Ilyra VI, Mudd va cometre frau venent l'Acadèmia Espacial de la Flota Estel·lar als seus habitants. La seva venda li va proporcionar prou crèdits per portar-lo a Sirius IX. [Motherlode]
Després de convèncer a l'infermera Chapel d'utilitzar un cristall d'amor per guanyar-se l'afecte de l'oficial científic Spock, Mudd la segresta i li roba un llançadora, i s'escapa a un planeta rocós. Durant la baralla entre Mudd i Chapel, alguns dels seus cristalls d'amor es trenquen prop d'una sortida d'aire. El cristall d'amor afecta a Spock, fent-lo insistir a perseguir a Mudd al planeta, acompanyat del Capità Kirk.
Els cristalls d'amor trencats afecten a tota la tripulació de l'Enterprise. Com els va dir Mudd, els cristalls d'amor són de naturalesa heterosexual, induint sentiments d'amor en persones del sexe oposat i amistat en persones del mateix sexe. Kirk i Spock troben Chapel i Mudd, però els quatre  són atacats per criatures fetes de roca que habiten el planeta. A més, una nova fase de la influència dels cristalls d'amor fa que es barallin entre ells, mentre que la tripulació del vaixell està massa embriagada pels cristalls d'amor per fer-los retrocedir. Per guanyar temps, Kirk llança els cristalls d'amor restants a les criatures de roca. Els quatre són enviats de tornada a l'Enterprise, on Spock observa que la curta durada dels cristalls d'amor i els efectes posteriors de l'enemistat els fan de poc valor, i Chapel registra una confessió de les malifetes de Mudd des de la seva fugida del planeta i pot tornar a la rehabilitació.

## Recepció
El llibre de 1998 d'Altman and Gross, TrekNavigator: The Ultimate Review Guide to the Entire Trek Saga, va elogiar l'actuació de Roger Carmel i el "sofisticat enginy i humor" de l'episodi, i el va considerar un punt àlgid per la Sèrie animada de Star Trek. Van raonar que altres episodis de la sèrie d'animació eren només repeticions dels elements d'imatge real de Star Trek, mentre que "Mudd's Passion" es va expandir a la sèrie d'imatge real amb temes nous.
Una guia de marató de sèries de Star Trek del 2018 de Den of Geek, va recomanar aquest episodi perquè presentava el trio de personatges Kirk, Spock i Bones de La sèrie original.
El 2012 a toplessrobot.com Chris Cummins va classificar com el número 1 en una llista dels vuit millors episodis de la sèrie. El 2016 Wes Huntington msureporter.com el va situar en el lloc4 en una llista dels sis millors episodis de la sèrie.